# 圣罗姆德多朗
圣罗姆德多朗（法語：Saint-Rome-de-Dolan，法語發音：[sɛ̃ ʁɔm də dɔlɑ̃]）是法国洛泽尔省的一个旧市镇，属于弗洛拉克区。

## 地理
圣罗姆德多朗（44°16'25"N, 3°12'57"E）面积32.63 平方千米，位于法国奧克西塔尼大區洛泽尔省，该省份为法国南部内陆省份，北起上盧瓦爾省和康塔爾省，西接阿韦龙省，南至加尔省，东临阿尔代什省。
与圣罗姆德多朗接壤的市镇（或旧市镇、城区）包括：莫斯蒂埃茹勒、勒马塞格罗、圣乔治德莱韦雅克、莱维涅、圣皮埃尔-德特里皮耶。

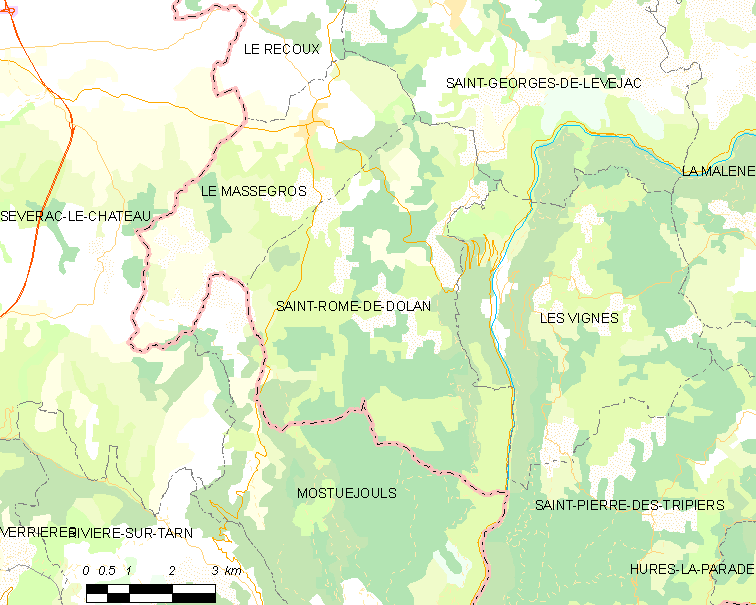
圣罗姆德多朗的OSM定位图

圣罗姆德多朗的时区为UTC+01:00、UTC+02:00（夏令时）。

## 行政
圣罗姆德多朗的邮政编码为48500，INSEE市镇编码为48180。

## 政治
圣罗姆德多朗所属的省级选区为拉卡努尔格县。

## 人口

1962-2008年间圣罗姆德多朗人口变化图示

圣罗姆德多朗于2018年1月1日时的人口数量为68人。